# Angelo (singolo)
Angelo è un singolo del cantautore italiano Francesco Renga, estratto dalla riedizione del terzo album in studio Camere con vista e pubblicato il 4 marzo 2005.
Con questa canzone, Francesco Renga ha vinto la 55ª edizione del Festival di Sanremo e ricevuto il Premio della Sala Stampa Radio e TV.

## Descrizione
Il brano è una dedica dell'artista alla figlia Jolanda, avuta dalla compagna Ambra Angiolini poco tempo prima della sua partecipazione al Festival. A seguito della vittoria alla kermesse è giunto in cima sia alla classifica italiana delle vendite che in quella airplay.

## Video musicale
Il video è stato girato presso Torri del Benaco, paese del lago di Garda della sponda veronese, all'interno del castello.

## Tracce
1. Angelo – 3:25
2. Angelo (...vorrei avere i tuoi angeli) – 3:28
3. Nel nome del padre (Pianoforte e orchestra) – 3:41

## Classifiche
| Classifica (2005) | Posizione massima |
| ----------------- | ----------------- |
| Italia            | 1                 |

## Cover
- 2024 – Nella serata delle cover della 74ª edizione del Festival di Sanremo, il duo RengaNek, formato da Nek e dallo stesso Francesco Renga, include nel medley di canzoni dei 2 artisti, anche la prima strofa di Angelo.
- 2025 – Nella serata dei duetti della 75ª edizione del Festival di Sanremo, i Modà si esibiscono in duetto con Francesco Renga sulle note di Angelo.